# Saneczkarstwo na Zimowych Igrzyskach Olimpijskich 2014 – dwójki mężczyzn
Dwójki mężczyzn – jedna z konkurencji w saneczkarstwie na Zimowych Igrzyskach Olimpijskich 2014. Zawodnicy rywalizowali na torze Sanki umiejscowionym w Krasnej Polanie 12 lutego.
Rywalizacja dwójek mężczyzn składała się z dwóch przejazdów. Do rywalizacji przystąpiło 19 duetów, mimo iż 20 zespołów miało prawo uczestniczyć w rywalizacji. Jedyna rumuńska dwójka Nicolae Șovǎialǎ – Alexandru Teodorescu podczas treningów uszkodziła swoje sanki i nie mogła uczestniczyć w rywalizacji. Najlepsze nacje w rywalizacji dwójek na podstawie klasyfikacji Pucharu Świata mogły wyselekcjonować maksymalnie po dwie pary (z tego prawa skorzystało 7 państw) zaś kolejne 6 państw wysłało po jednym duecie.
Tytułu mistrzowskiego z Vancouver nie obronili Austriacy - bracia Andreas i Wolfgang Lingerowie, którzy zdobyli srebrny medal ustępując jedynie zwycięzcom klasyfikacji generalnej sezonu 2013/2014 w Pucharze Świata - Niemcom - Tobiasom Wendlowi i Artlowi. Na trzecim stopniu podium stanęli łotewscy saneczkarze - bracia Andris i Juris Šicsowie, którzy po raz drugi w karierze stanęli na olimpijskim podium.

## Terminarz
| Data      | Godzina rozpoczęcia | Godzina rozpoczęcia | Konkurencja |
| Data      | Czas CET            | Czas lokalny        | Konkurencja |
| --------- | ------------------- | ------------------- | ----------- |
| 12 lutego | 15:15               | 18:15               | 1. ślizg    |
| 12 lutego | 16:45               | 19:45               | 2. ślizg    |

## Wyniki
| Pozycja | Nr. | Zawodnicy                             | Reprezentacja     | Ślizg 1   | Ślizg 2 | Czas     | Strata |
| ------- | --- | ------------------------------------- | ----------------- | --------- | ------- | -------- | ------ |
| 1.      | 4   | Tobias Wendl Tobias Arlt              | Niemcy            | 49,373 TR | 49,560  | 1:38,933 | +0,000 |
| 2.      | 2   | Andreas Linger Wolfgang Linger        | Austria           | 49,685    | 49,770  | 1:39,455 | +0,522 |
| 3.      | 9   | Andris Šics Juris Šics                | Łotwa             | 49,880    | 49,910  | 1:39,790 | +0,857 |
| 4.      | 1   | Tristan Walker Justin Snith           | Kanada            | 49,857    | 49,983  | 1:39,840 | +0,907 |
| 5.      | 12  | Aleksandr Dienisjew Władisław Antonow | Rosja             | 49,936    | 50,013  | 1:39,949 | +1,016 |
| 6.      | 10  | Christian Oberstolz Patrick Gruber    | Włochy            | 49,976    | 50,043  | 1:40,019 | +1,086 |
| 7.      | 7   | Ludwig Rieder Patrick Rastner         | Włochy            | 50,064    | 49,975  | 1:40,039 | +1,106 |
| 8.      | 8   | Toni Eggert Sascha Benecken           | Niemcy            | 50,274    | 49,944  | 1:40,218 | +1,285 |
| 9.      | 3   | Władisław Jużakow Władimir Machnutin  | Rosja             | 50,068    | 50,269  | 1:40,337 | +1,404 |
| 10.     | 18  | Oskars Gudramovičs Pēteris Kalniņš    | Łotwa             | 50,388    | 50,074  | 1:40,462 | +1,529 |
| 11.     | 6   | Christian Niccum Jayson Terdiman      | Stany Zjednoczone | 50,354    | 50,591  | 1:40,945 | +2,012 |
| 12.     | 13  | Marián Zemaník Jozef Petrulák         | Słowacja          | 50,548    | 50,409  | 1:40,957 | +2,024 |
| 13.     | 5   | Lukáš Brož Antonín Brož               | Czechy            | 50,665    | 50,387  | 1:41,052 | +2,119 |
| 14.     | 16  | Matthew Mortensen Preston Griffall    | Stany Zjednoczone | 50,637    | 51,066  | 1:41,703 | +2,770 |
| 15.     | 14  | Patryk Poręba Karol Mikrut            | Polska            | 51,010    | 51,170  | 1:42,180 | +3,247 |
| 16.     | 15  | Marek Solčanský Karol Stuchlák        | Słowacja          | 50,904    | 51,481  | 1:42,385 | +3,452 |
| 17.     | 19  | Ołeksandr Obołonczyk Roman Zacharkiw  | Ukraina           | 51,795    | 51,233  | 1:43,028 | +4,095 |
| 18.     | 17  | Jin-Yong Park Jung-Ming Cho           | Korea Południowa  | 51,643    | 51,475  | 1:43,118 | +4,185 |
| 19.     | 11  | Peter Penz Georg Fischler             | Austria           | 49,793    | 54,252  | 1:44,045 | +5,112 |